# Награди „Оскар“ (28-а церемония)
Двадесет и осмата церемония по връчване на филмовите награди „Оскар“ се провежда на 21 март 1956 година. На нея се връчват призове за най-добри постижения във филмовото изкуство за предходната 1955 година. Събитието е проведено едновременно в Лос Анджелис и Ню Йорк. Театъра на импресариото Александър Пантаджес – „РКО Пантаджес“ е домакин в Лос Анджелис, а Театър „NBC“ приема спектакъла в Ню Йорк. Водещи на събитието са шоумена Джери Люис в Лос Анджелис и актрисата Клодет Колбер заедно с режисьора Джоузеф Манкевич в Ню Йорк.
Големият победител на вечерта е ниско-бюджетния и някак си „обикновен“ филм „Марти“ на режисьора Делбърт Ман, номиниран в 8 категории, печелейки четирите най-важни статуетки: най-добър филм, най-добър режисьор, най-добър сценарий и най-добра мъжка роля. Произведението е вторият филм след „Изгубеният уикенд“ (1945), който печели едновременно „Оскар“ за най-добър филм и „Златна палма“ от фестивала в Кан. Сред останалите основни заглавия са „Любовта е много-разкошно нещо“ на Хенри Кинг и „Татуирана роза“ на Даниъл Ман по пиесата на Тенеси Уилямс.
Все още извън категориите с номинации, продължава връчването на приз за най-добър чуждоезичен филм. На тази церемония наградата печели японският филм „Самурай, легендата за Мусаши“ на режисьора Хироши Инагаки.

## Филми с множество номинации
Долуизброените филми получават повече от 2 номинации в различните категории за настоящата церемония:
- 8 номинации: Любовта е много-разкошно нещо, Марти, Татуирана роза
- 6 номинации: Обичай ме или ме остави, Пикник
- 4 номинации: Джунглата на черната дъска, На изток от рая, Утре ще плача, Пичове и кукли, Оклахома!
- 3 номинации: Лош ден в Блек Рок, Дългите крака на баща ми, Прекъсната мелодия, Мъжът със златната ръка, Господин Робъртс, Бунтовник без кауза, Да заловиш крадец

## Номинации и Награди
Долната таблица показва номинациите за наградите в основните категории. Победителите са изписани на първо място с удебелен шрифт.
| Най-добър филм | Най-добър режисьор |
| --- | --- |
| - Марти - Любовта е много-разкошно нещо - Господин Робъртс - Пикник - Татуирана роза | - Делбърт Ман – Марти - Елия Казан – На изток от рая - Дейвид Лийн – Лятно време - Джошуа Логън – Пикник - Джон Стърджис – Лош ден в Блек Рок |
| Най-добра мъжка роля | Най-добра женска роля |
| - Ърнест Боргнайн – Марти - Джеймс Кагни – Обичай ме или ме остави - Джеймс Дийн – На изток от рая - Франк Синатра – Мъжът със златната ръка - Спенсър Трейси – Лош ден в Блек Рок              | - Ана Маняни – Татуирана роза - Сюзън Хейуърд – Утре ще плача - Катрин Хепбърн – Лятно време - Дженифър Джоунс – Любовта е много-разкошно нещо - Елинор Паркър – Прекъсната мелодия                                                                                        |
| Най-добра поддържаща мъжка роля | Най-добра поддържаща женска роля |
| - Джак Лемън – Господин Робъртс - Артър Кенеди – Процес - Джо Мантел – Марти - Сал Минео – Бунтовник без кауза - Артър О'Конъл – Пикник                                                         | - Джо Ван Флийт – На изток от рая - Бетси Блеър – Марти - Пеги Лий – Блусът на Пийт Кели - Мариса Паван – Татуирана роза - Натали Ууд – Бунтовник без кауза |
| Най-добър адаптиран сценарий | Най-добър оригинален сценарий |
| - Марти – Пади Чайефски - Лош ден в Блек Рок – Милард Кауфман - Джунглата на черната дъска – Ричард Брукс - На изток от рая – Пол Озбърн - Обичай ме или ме остави – Даниъл Фуч и Изобел Ленард | - Прекъсната мелодия – Соня Левиен и Уилям Лудвиг - Процесът на Били Мичъл – Емет Лейвъри и Милтън Спърлинг - Времето винаги е хубаво – Бети Комдън и Адолф Грийн - Ваканцията на г-н Юло – Анри Марке и Жак Тати - Седемте малки просячета – Мелвил Шейвълсън и Джак Роуз |

## Галерия
| Ърнест Боргнайн „Оскар“ за главна мъжка роля | Ана Маняни „Оскар“ за главна женска роля | Джак Лемън „Оскар“ за поддържаща мъжка роля | Джо Ван Флийт „Оскар“ за поддържаща женска роля |
| -------------------------------------------- | ---------------------------------------- | ------------------------------------------- | ----------------------------------------------- |
|                                              |                                          |                                             |                                                 |

## Награда за най-добър чуждоезичен филм
- Самурай, легендата за Мусаши (Samurai, The Legend of Musashi), японски филм на режисьора Хироши Инагаки.